# مروان يوسف
مروان يوسف (بالإنجليزية: Marwan Youssef)‏ (مواليد 19 أبريل 1994) هو مغني وكاتب أغاني لبناني. صعد إلى الشهرة عندما فاز بالموسم الحادي عشر لستار أكاديمي 2015-16. بعد فوزه، أصدر مروان أغنيتين فرديتين وفيديو موسيقي واحد، وأدى العديد من الحفلات الموسيقية في مهرجانات موسيقية في الوطن العربي.

## النشأة
ولد مروان يوسف لعائلة لبنانية مسيحية. قبل ستار أكاديمي، قدم مروان عروضا على شاشة التلفزيون على قناة نورسات التلفزيونية الدينية المسيحية.

## حياة مهنية

### ستار أكاديمي 11 ووطن حبي: 2015-2016
دخل مروان يوسف الموسم 11 من ستار أكاديمي كواحد من 18 متسابقا. طوال 4 أشهر في العرض، تم اختياره مرتين كأفضل طالب ولم يقع في منطقة الخطر. وفاز يوسف في البرايم الختامي بنسبة 55.46% من الأصوات متفوقًا على 3 متسابقين آخرين. كواحدة من جوائزه، فاز مروان بأغنية من إنتاج شركة «إندومال شاين ميدل إيست» بعنوان «وطن حبي».

### رافد صادق - الآن: 2016 - حتى الآن
أصدر مروان أغنيته الثانية «رافد صادق» وفيديو موسيقي من «إنتاج واتاري». كان أداء الأغنية جيدًا على أنغامي. قدم مروان يوسف العديد من المهرجانات الهامة مثل «مهرجان إهمج».

## ديسكوغرافيا

### الأغاني الفردية
2016: وطن حبي
2017: رافد صادق

### أشرطة الفيديو والموسيقى
2017: رافد صادق

### التسجيلات الحية
قدم مروان يوسف العديد من الأغاني مباشرة طوال فترة وجوده في ستار أكاديمي، والتي يمكن العثور عليها على قناة ستار أكاديمي على اليوتيوب

## الإحتراف
2016: ترشيح الموريكس دور لأفضل موهبة غنائية لبنانية جديدة